# Unione Sportiva Sassuolo Calcio 2004-2005
Questa voce raccoglie le informazioni riguardanti l'Unione Sportiva Sassuolo Calcio nelle competizioni ufficiali della stagione 2004-2005.

## Rosa
| N. |                    | Ruolo | Calciatore          |
| -- | ------------------ | ----- | ------------------- |
|    | Italia (bandiera)  | A     | Alessandro Andreini |
|    | Italia (bandiera)  | D     | Paolo Anselmi       |
|    | Italia (bandiera)  | C     | Alessio Baresi      |
|    | Italia (bandiera)  | D     | Manuel Benetti      |
|    | Italia (bandiera)  | D     | Nicolò Consolini    |
|    | Italia (bandiera)  | A     | Daniele Federici    |
|    | Italia (bandiera)  | P     | Gabriele Giaroli    |
|    | Italia (bandiera)  | C     | Cris Gilioli        |
|    | Italia (bandiera)  | D     | Sebastiano Girelli  |
|    | Brasile (bandiera) | D     | Edevaldo Grimaldi   |
|    | Italia (bandiera)  | C     | Marco Lo Pinto (I)  |
|    | Italia (bandiera)  | C     | Michele Malpeli     |

| N. |                   | Ruolo | Calciatore               |
| -- | ----------------- | ----- | ------------------------ |
|    | Italia (bandiera) | C     | Gianni Margheriti        |
|    | Italia (bandiera) | A     | Gaetano Masucci          |
|    | Italia (bandiera) | C     | Stefano Pagani           |
|    | Italia (bandiera) | C     | Filippo Pensalfini       |
|    | Italia (bandiera) | D     | Marco Piccioni           |
|    | Italia (bandiera) | P     | Alberto Pomini           |
|    | Italia (bandiera) | D     | Luca Romano              |
|    | Italia (bandiera) | C     | Carlo Alberto Santunione |
|    | Italia (bandiera) | C     | Giovanni Serrapica       |
|    | Italia (bandiera) | A     | Ferdinando Sforzini      |
|    | Italia (bandiera) | C     | Marco Vianello           |